# معامل الحجم

توضيح الانضغاط المتساوي.

معامل الحجم لمادة ما يعبر عن ممانعة تلك المادة للضغط المنتظم. ويعرف على أنه زيادة الضغط اللازمة لإنقاص الحجم بمقدار 1/e. يقاس معامل الحجم بوحدة باسكال، ويرمز له بالرمز (K).
معامل الحجم أو معامل الانضغاط هو أحد خصائص المادة في علم المرونة. وهو يصف كمية الضغط التي يلزم تطبيقها على جسم من جميع نواحيه للحصول على تغير معلوم في حجمه (ويفترض أن المادة لا يحدث لها تغير في الطور أثناء الضغط). وتعود خاصية مقاومة المادة للانضغاط إلى ظاهرة فيزيائية يصفها مبدأ استبعاد باولي.
والانضغاط هو كبس جسم من جميع نواحيه فيقل حجم الجسم وترتفع كثافته. وتعتبر الأجسام قابلة للانضغاط إذا أدى ضغطها إلى تغير ملحوظ في حجمها وبالتالي تغير ملحوظ في كثافتها. نشاهد ذلك بصفة واضحة في الغازات. فبعد عملية ضغط الغاز ترتفع كثافته. وبالنسبة للمادة المنضغطة سواء كانت غازية أو سائلة فإنه عند رفع الضغط الزائد عنها تتمدد وتعود بمرونة إلى حجمها الأول. أما في حالة المادة الصلبة والضغوط العالية فيبقى جزء من تغير الحجم لا يعود إلى أصله وتتغير كثافة الجسم وبنيته. ولكن هذا التغير الباقي ينتمي إلى عمليات فيزيائية أخرى ولا يصفه معامل الانضغاط.

## تعريف
من الممكن تعريف معامل الحجم بشكل رسمي باستخدام المعادلة:
{\displaystyle K=-V{\frac {\partial P}{\partial V}}}
حيث أن P هي الضغط، وV هو الحجم وP/∂V∂ يشير إلى المشتق الجزئي للضغط بالنسبة للحجم. إن مقلوب معامل الحجم يعطي قابلية انضغاط المادة.
والإشارة السالبة له تعني أنه بزيادة الضغط يقل الحجم. أي أن dV تكون سالبة الإشارة، ولكن K  تبقي بإشارة موجبة. وحدة معامل الانضغاط طبقا ل النظام الدولي للوحدات SI هي باسكال أو نيوتن/ متر مربع.

## قابلية الانضغاط
يسمى مقلوب معامل الانضغاط «القابلية للانضغاط» ويرمز لها بالرمز κ (كابا). وقابلية الانضغاط مهمة بالنسبة للغازات وكذلك للسوائل، ولذلك نستخدم معهما القابلية للانضغاط أما مع المواد الصلبة فنطبق عليها معامل الحجم أو معامل الانضغاط.
{\displaystyle \kappa ={\frac {1}{K}}=-{\frac {\mathrm {d} V/V}{\mathrm {d} p}}=-{\frac {1}{V}}{\frac {\mathrm {d} V}{\mathrm {d} p}}}
ونحن نفرق بين قابلية الانضغاط عند ثبات درجة الحرارة
{\displaystyle \kappa _{T}} حيث تكون عدد الجسيمات {\displaystyle N} أيضا ثابتا، حيث {\displaystyle F(T,V,N)} والطاقة الحرة،
{\displaystyle \kappa _{T}=-{\frac {1}{V}}\left({\frac {\partial V}{\partial p}}\right)_{T,N}={\frac {1}{pV}}\left({\frac {\partial F}{\partial p}}\right)_{T,N}}
وبين قابلية الانضغاط عند ثبات الإنتروبي  {\displaystyle \kappa _{S}}، حيث يرمز الإنتروبي {\displaystyle S}، وأيضا ثبات عدد الجسيمات {\displaystyle N}، حيث تكون {\displaystyle E(S,V,N)}الطاقة الداخلية.
{\displaystyle \kappa _{S}=-{\frac {1}{V}}\left({\frac {\partial V}{\partial p}}\right)_{S,N}={\frac {1}{pV}}\left({\frac {\partial E}{\partial p}}\right)_{S,N}}
تسمى قابلية الانضغاط عند ثبات الإنتروبي أيضا قابلية الانضغاط الأديباتي.
لم يُعتقد في الماضي بانضغاط السوائل حتى اكتشفها «جون كانتون» عام 1761 و«ياكوب بركينز» عام 1860 والعالم الدانمركي هانس أورستد عام 1822 وقاموا بقياسها.
أما بالنسبة إلى الغازات فينطبق عليها بالتقريب قانون بويل الذي ينطبق بدقة على غاز مثالي. يتيح ذلك شيئا من التبسيط.
{\displaystyle K_{T}=p\,}
{\displaystyle K_{S}=\gamma \,p}
حيث
γ معامل ثبات الاعتلاج.
(ملحوظة: تستخدم بعض الكتب الرمز «كابا» κ لمعامل ثبات الاعتلاج.)

## أمثلة
| معامل الحجم لبعض المواد | معامل الحجم لبعض المواد                 |
| ----------------------- | --------------------------------------- |
| الهواء                  | 1,01·105 باسكال (عند ثبات درجة الحرارة) |
| الهواء                  | 1,42·105 باسكال (أديباتي)               |
| الهيليوم الصلب          | 5·107 باسكال (بالتقريب)                 |
| الماء                   | 2,08·109 باسكال (يزداد بتزايد الضغط)    |
| زجاج                    | 3,5·1010 حتى 5,5·1010 باسكال \          |
| الفولاذ                 | 1,6·1011 Pa                             |
| الماس                   | 4,42·1011 Pa                            |
| أوزميوم                 | 4,62·1011 Pa                            |

### الماء
يبلغ معامل الحجم للماء عند درجة حرارة 10 مئوية وتحت الضغط الجوي نحو 2,08·109 باسكال.
وعندما نأخذ قابلية الماء للانضغاط عند حساب الضغط في الحسبان نحصل على قابلية انضغاط للماء:
{\displaystyle \kappa =-{\frac {\mathrm {d} V}{V\cdot \mathrm {d} p}}=0{,}5{\frac {1}{\mathrm {GPa} }}}
حيث GPa هو مقدار الضغط بالجيجا باسكال.
ومنها ينتج الرسم البياني التالي:
وبافتراض كثافة الماء 1000 كيلوجرام للمتر المكعب عند سطح الماء نجد أن فرق الضغط الحقيقي والضغط المثالي يبلغ 5و3% فقط. ترتفع كثافة الماء بزيادة العمق حتى تصل إلى نحو 1060 كيلوجرام للمتر المكعب عند عمق 12.000 متر. لم تؤخذ تغير درجة الحرارة ومرثرات أخرى في الحسبان.
- الأحمر: الكثافة المثالية المحسوبة
- الأزرق: الكثافة الحقيقية المحسوبة.

## الزجاج
يبين الشكل تأثير إضافة مواد إضافية إلى خلطة الزجاج على معامل الحجم.
[[ملف:Glaskompressionsmodul.gif|450بك|تصغير |يمين |تأثير إضافة مواد مختلفة على معامل الحجم للزجاج.المحور الأفقي النسب المولية للمواد، والمحور الرأسي يبين تغير معامل الحجم بالجيجا باسكال.]